# طلاء مضاد للتسلق

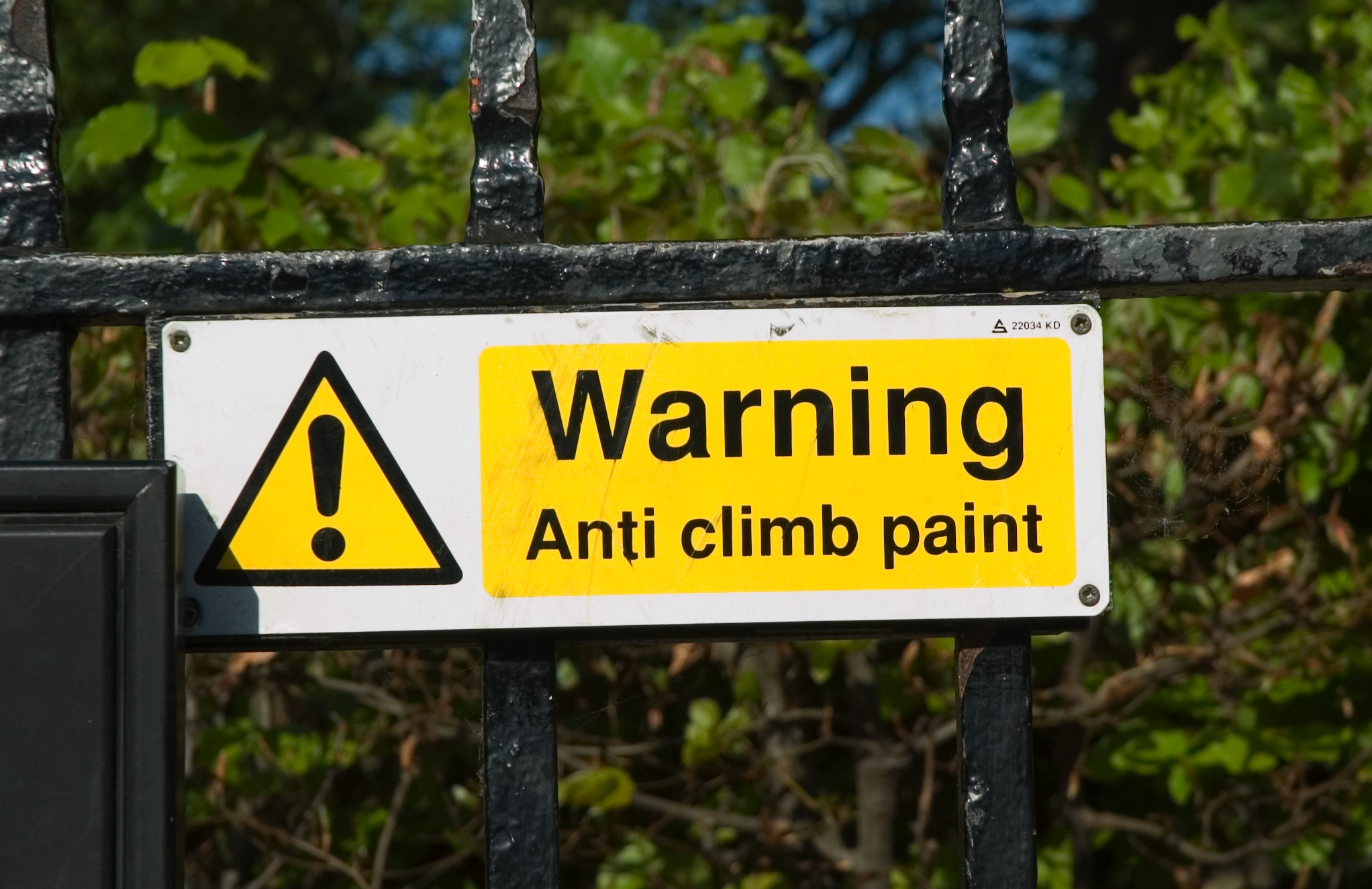

دهانات مكافحة التسلق (المعروف أيضا باسم طلاء مكافحة المخرب ) هو عبارة عن طبقة من الطلاء الذي هو عالي خاصية الترطيب (الثكسوتروفي) بمعنى أنها بمرور الوقت تغيير اللزوجة ؛ الأطول عمرا هو أقل لزوجة—وكثيرا ما يستخدم لمنع تسلق الأجسام مثل أعمدة الإنارة أو الأسوار. سبب فعاليته لأنه يقوم على عدم جفاف النفط ويحفظ سطح دهني والزلقة. كما ميزة إضافية، إلا أنه يترك بصماته على الشخص أنه لمس، وبالتالي يجعل من الممكن تحديد المتسللين.
لتجنب تأثر عامة الناس بالطلاء، عادة ما تطبق فوق ذروة معينة على جسم ورسم. وعادة ما يتم تطبيقه من ارتفاع 2 إلى 2.5 متر فوق الأرض.
الطلاء وغالبا ما يحتوي على مادة مسرطنة هي البنزين في المملكة المتحدة وشركات صناعة اللازمة لمناسبة منظمة COSHH(مراقبة المواد الخطرة على اللوائح الصحية). عادة علامة كما نشرت معها معلنا ان مكافحة تسلق الطلاء يستخدم أخرى رادعة. تعتبر مفيدة لمدة سنتان تقريبا، وبعد ذلك تضاف طبقة جديدة.